# 코논 몰로디
코논 몰로디(러시아어: Ко́нон Трофи́мович Моло́дый , 1922년 1월 17일 ~ 1970년 9월 9일)는 냉전 시대때 활약했던 소비에트 연방의 스파이이다. 1961년 영국에서 포틀랜드 간첩단 사건으로 공범들과 함께 재판을 받게 되었다. 코논은 재판 과정에서 자신은 주크박스와 록 음반 장사를 하는 사람이라며 말을 철저하게 아꼈다. 그러나 다른 공범들이 처벌 받지 않기 위하여 자기가 모든 책임을 졌다. 공범 전원이 유죄 판결을 받고 장기 복역 중이던 1964년 소련에서 복역 중이던 영국 스파이 그레빌 원과 교환되었다. 소련에서는 킴 필비, 루돌프 아벨 등과 함께 3대 간첩에 속하는 사람 중 한 명이다.